# Ylä-Tyrjä
Ylä-Tyrjä är en sjö vid finsk-ryska gränsen. Den finländska delen ligger i kommunen Parikkala i landskapet Södra Karelen i Finland. Sjön ligger 72,7 meter över havet. Arean är 1,09 kvadratkilometer och strandlinjen är 7,21 kilometer lång. Sjön  ingår i Hiitolanjokis huvudavrinningsområde.   Den ligger omkring 110 km nordöst om Villmanstrand och omkring 310 km nordöst om Helsingfors. 